# Chrysosoma cilifemoratum
Chrysosoma cilifemoratum är en tvåvingeart som beskrevs av Octave Parent 1934. Chrysosoma cilifemoratum ingår i släktet Chrysosoma och familjen styltflugor. Inga underarter finns listade i Catalogue of Life.